# Cymaenes
Cymaenes là một chi bướm ngày thuộc họ Bướm nâu.